# Alex (geslacht)
Alex is een geslacht van vlinders van de familie spanners (Geometridae), uit de onderfamilie Desmobathrinae.

## Soorten
- A. aurantiata Warren, 1904
- A. continuaria Walker, 1866
- A. longipecten Warren, 1905
- A. ochracea Prout, 1916
- A. palparia Walker, 1861